# Nytur
Nytur war ein Volumenmaß für trockene Waren, sogenanntes Getreidemaß, und galt in und um Valenciennes, einer Stadt in Frankreich in der heutigen Region Hauts-de-France.
- 1 Nytur =  3622 Pariser Kubikzoll = 71,85 Liter

Das Volumenmaß entsprach 95 Pfund.